# 莫拉莱斯德瓦尔韦尔德
莫拉莱斯德瓦尔韦尔德，是西班牙卡斯蒂利亚-莱昂萨莫拉省的一个市镇。 总面积18平方公里，总人口282人（2001年），人口密度16人/平方公里。